# Tap O' Noth
Tap O' Noth és un castro situat a la localitat escocesa de Rhynie al comtat d'Aberdeenshire a uns 22 quilòmetres al nord-oest d'Alford. És el segon castro situat a major altitud d'Escòcia (563 m.), comprèn una àrea aproximada de 21 hectàrees envoltades d'un mur perimetral de pedra.
En el jaciment s'han localitzat diverses restes de cases de planta circular encara que les estructures més excel·lents són els murs que delimiten l'espai interior. Aquests murs es troben a diverses zones vitrificats, és a dir, les seves roques han estat fusionades per l'acció d'altes temperatures en una tècnica constructiva parcialment desconeguda que buscava augmentar la solidesa de la construcció.
Les excavacions realitzades a l'interior del castro han ofert diversos utensilis de notable interès, un d'ells, un destral de pedra datada entre el 2.000 i el 800 aC i una altra un anell de bronze amb decoració datat entre els segles iii a I aC. pertanyent probablement a un carro de combat.